# Vignale
Vignale ist eine Gemeinde mit 221 Einwohnern (Stand 1. Januar 2022) im Département Haute-Corse auf der französischen Insel Korsika. Sie gehört zum Arrondissement Bastia und zum Kanton Borgo.

## Geografie
Vignale liegt im Nordosten von Korsika auf einer mittleren Höhe von 589 Metern über dem Meeresspiegel, 19 Kilometer südwestlich von Bastia, der Hauptstadt des Départements Haute-Corse, und 10 Kilometer nördlich des Regionalen Naturparks Korsika. Vignale ist umgeben von den Nachbargemeinden Scolca, Lucciana und Prunelli-di-Casacconi. Das Gemeindegebiet hat eine Fläche von 10,69 Quadratkilometern.

## Geschichte
Gegen Ende des 19. Jahrhunderts war Vignale Schauplatz einer Vendetta zwischen den Familien Nicolaï und Olanda.

### Einwohnerentwicklung
| 1962 | 1968 | 1975 | 1982 | 1990 | 1999 | 2007 | 2016 |
| ---- | ---- | ---- | ---- | ---- | ---- | ---- | ---- |
| 208  | 213  | 210  | 200  | 176  | 165  | 174  | 163  |

## Kultur und Sehenswürdigkeiten
Die Kirche Saint-Luxor (korsisch Santu Lussoriu) und die Ruinen der romanischen Kapelle San-Luxorius stehen im Ortskern. Beide Gebäude sind dem Heiligen Luxorius geweiht. Die Ruinen der romanischen Kapelle San-Gavino liegen östlich vom Ortskern im Wald in der Nähe der Route départementale D607. In den dortigen Wäldern gibt es außerdem zahlreiche Quellen. Nördlich des Ortskerns liegt der Berggipfel Cime des Taffoni mit 1117 Metern Höhe. Im Südosten des Gemeindegebiets kann man das Tal des Golo überblicken. Im Nordwesten liegt der Wald Bois de Malanotte. Bis 2009 veranstaltete die Gruppe A Ricuccata jeweils im Juli ein dreitägiges Gesangsfestival namens Canti di Quì in der Kirche von Vignale.